# Varjúmézevő
A varjúmézevő (Gymnomyza aubryana) a madarak osztályának a verébalakúak (Passeriformes) rendjébe, ezen belül a mézevőfélék (Meliphagidae) családjába tartozó faj.

## Előfordulása
Új-Kaledónia területén lévő hegyvidéki erdőkben honos.

## Megjelenése
Megjelenésében egy varjúra hasonlít, de életmódja jóval eltér tőle. Mint minden mézevő faj, a varjúmézevő is elsősorban nektárral táplálkozik, de rovarokat is fogyaszt.

## Természetvédelmi helyzete
Az élőhelyének elvesztése fenyegeti, IUCN vörös listáján „kihalóban” kategóriában szerepel.
A becslések szerint az egyedszám 50-250 egyed közötti lehet. Fő veszélyeztetői a szigeten meghonosodott patkányok.